# آسيا نوريس
آسيا نوريس (بالإيطالية: Assia Noris)‏ (و. 1912 – 1998 م) هي كاتبة سيناريو، وممثلة أفلام إيطالية، ولدت في سانت بطرسبرغ، توفيت في سانريمو، عن عمر يناهز 86 عاماً.

## وصلات خارجية
- آسيا نوريس على موقع IMDb (الإنجليزية)
- آسيا نوريس على موقع ألو سيني (الفرنسية)
- آسيا نوريس على موقع أول موفي (الإنجليزية)
- آسيا نوريس على موقع قاعدة بيانات الفيلم (الإنجليزية)
- آسيا نوريس على موقع كينوبويسك (الروسية)